# Octonoba okinawensis
Octonoba okinawensis là một loài nhện trong họ Uloboridae.
Loài này thuộc chi Octonoba. Octonoba okinawensis được Hajime Yoshida miêu tả năm 1981.

## Hình ảnh

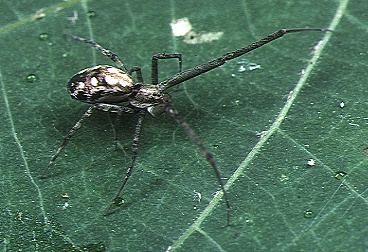
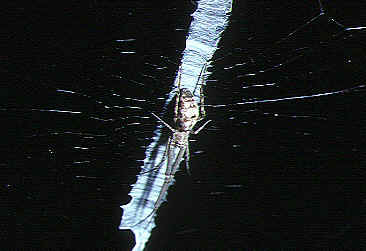